# آلساندرو پرونی
آلساندرو پرونی (ایتالیایی: Alessandro Proni؛ زادهٔ ۲۸ دسامبر ۱۹۸۲) دوچرخه‌سوار اهل ایتالیا است. وی در مسابقات جیرو دیتالیا شرکت کرده است.